# Dorothy Smith
Pour les articles homonymes, voir Smith.
Dorothy Edith Smith (née à Northallerton le 6 juillet 1926 et morte le 3 juin 2022 à Vancouver), est une sociologue et anthropologue canadienne. Inspirée par le féminisme, l'ethnométhodologie et le marxisme, elle fonde en sociologie l'ethnographie institutionnelle et la théorie féministe du point de vue, dans lesquelles l'un des objets d'analyse principaux est l'ensemble de relations de pouvoir dans les interactions sociales.

## Biographie
Smith est née à Northallerton, dans le Yorkshire, en Angleterre. Elle est la fille de Dorothy F. Place et Tom Place. Ella a trois frères, dont Ullin Place, connu pour son travail sur la conscience en tant que processus du cerveau.
Smith étudie à la London School of Economics (LSE), y obtenant un diplôme de sociologie en 1955.
Elle épouse William Reid Smith, qu'elle connaît à la LSE. Ils déménagent aux États-Unis et tous deux font leurs études doctorales à l'Université de Californie à Berkeley. Elle devient docteure en sociologie en 1963, neuf mois après la naissance de son deuxième enfant. Peu de temps après, elle et son mari se séparent.
Smith enseigne à UC Berkeley de 1964 à 1966. En 1967, elle déménage avec ses deux fils à Vancouver, en Colombie-Britannique, pour enseigner à l'Université de la Colombie-Britannique, où elle établit un programme d'études sur les femmes. En 1977, elle déménage à Toronto pour travailler à l'Institut ontarien d'études en éducation, où elle travaille jusqu'à la retraite. En 1994, elle devient professeure adjointe à l'Université de Victoria, où elle poursuit son travail en ethnographie institutionnelle,.

## Théorie du point de vue
C'est dans les années 1960 que Smith développe sa notion de point de vue. Durant cette période, Smith reconnaît "deux subjectivités, la maison et l'université", dont le rapport est lâche ou contradictoire. Ce constat la mène à reconnaître que les méthodes et les théories de la sociologie ont été formées et construites dans un monde social dominé par les hommes, ignorant involontairement le monde féminin de la reproduction sexuelle, des enfants et du ménage. Smith affirme que, pour les groupes minoritaires, la séparation constante entre ces mondes, le monde tel qu'ils l'expérimentent et celui de l'ordre public, et l'adaptation permanente à la vue du groupe dominant crée une oppression. Ses travaux conduits au début des années 1980 avec Alison Griffith creusent ce sillon, lorsqu'elles montrent comment le système éducatif qualifie les mères célibataires comme des parents incompétents, à partir d'épreuves matérielles et éducatives, dont la chercheuse fait elle-même l'expérience dans sa sphère privée.
Le développement de la notion de point de vue influence la création d'un nouveau champ méthodologique par Smith, l'ethnographie institutionnelle. Sur le plan normatif, la démarche plaide pour juguler les mécanismes d’aliénation, en étudiant les institutions plutôt qu'en étudiant pour les institutions. Méthodologiquement, elle analyse comment les institutions gouvernent et régulent la vie ordinaire de chaque individu, jusqu'aux activités les plus triviales et quotidiennes. Pour cela, elle utilise le "point de vue des gens" comme matériau principal, confronté à une étude des textes institutionnels, perçus comme la forme principale de coordination entre individus. Cette confrontation articule "la situation locale que nous occupons, en tant qu’êtres corporels, à l’organisation translocale des relations de régulation". Elle a pour envers, selon certaines critiques, d'évacuer les interactions verbales et gestuelles.
Ce nouveau domaine est vu comme l'une des plus importantes contributions en sociologie du XXe siècle.

## Publications
- Institutional Ethnography: A Sociology for People (2005)
- Mothering for Schooling, avec Alison Griffith (2004)
- Writing the Social: Critique, Theory, and Investigations (1999)
- The Conceptual Practices of Power: A Feminist Sociology of Knowledge (1990)
- Texts, Facts, and Femininity: Exploring the Relations of Ruling (1990)
- The Everyday World as Problematic: A Feminist Sociology (1987)
- Feminism and Marxism: A Place to Begin, A Way to Go (1977)
- Women Look at Psychiatry: I'm Not Mad, I'm Angry (co-organisatrice) (1975)

## Prix
- W.E.B. Du Bois Career of Distinguished Scholarship award (1999)[8]
- Jessie Bernard Award (1993)[9]
- John Porter Award (1990)[10]
- Outstanding Contribution Award (1990)[11]